# 越南共產黨第七次全國代表大會
越南共產黨第七次全國代表大會（簡稱越共七大）於1991年6月24日至27日在越南河內巴亭會堂召開。越共全國代表大會每5年舉行一次。與會代表1176人代表著越南全國約210萬名持有黨員證的越共黨員。

## 決議

### 政綱和經濟計劃
大會在1991年6月27日通過了越共的黨綱《社會主義過渡時期國家建設綱領》和長期經濟發展計劃《至2000年穩定與發展經濟社會戰略》。當中，《社會主義過渡時期國家建設綱領》自頒布以來一直未有改動，直至在2011年召開的越共十一大修改綱領為止。越共中央總書記阮文靈表示「超過八成的黨員、數以百計的老革命家，數以千計的科學家和知識分子和各大群眾組織數以百萬計的成員」都已經就《綱領》或《穩定與發展經濟社會戰略》發表意見 ，不過他的說法卻無從考證。另外，部分黨員也批評越共七大的文件注重於保守的社會主義意識形態，甚至有黨員呼籲越共採納新的意識形態基礎。原越南馬克思列寧主義哲學研究院院長黃明正呼籲越共放棄對階級鬥爭的強調，並以胡志明提出的「大團結」口號取而代之。阮文靈完全接受他的批評，並提出「工人階級、農民階級和知識分子隊伍聯盟」的建設，他還說：「如果工人階級沒有自己的知識分子隊伍，工農聯盟也無法提高自己的知識或者實現智能化的話，社會主義就不能建設好。」大會把胡志明思想列為黨的指導思想和行動指南，並提出越共要堅持社會主義道路、馬克思列寧主義、民主集中制，反對多元政治和多黨制，並對敵人實行「和平演變」的計劃有所警惕。大會通過的《至2000年穩定與發展經濟、社會戰略》是一項以2000年為期限，內容籠統的經濟建設計劃，強調了完善由国家管理的、按照市场机制运行的多种成分的商品经济體系（後稱為社會主義定向市場經濟）的需要。

### 外交政策
七大政治報告關於越南對外關係的段落指出，越共對外活動的總任務是維持和平、擴大友好合作關係，並為「建設社會主義和保衛祖國的事業」創造有利的國際條件。在對蘇聯關係這方面，報告指出越南會「前後如一，增進與蘇聯之間的團結與合作關係，並革新越南和蘇聯的合作方式，以及合作的效能，以符合雙方利益。」報告也指出越南黨和人民會不斷鞏固與老撾黨和人民、柬埔寨黨和人民之間的「特殊團結與友好關係。」報告強調越南和社會主義世界的關係，指出越南要「鞏固與古巴和其他社會主義國家之間友好、團結、互利合作、平等的關係。」報告還注重提到越南與其他東南亞國家和印度增進邦誼，以及與中華人民共和國和美國改善關係的需要。

## 第七屆越共中央
在大會選出的新一屆中央委員會當中，新當選的委員共有46人（31.5%），其餘64人則是成功連任的在任中央委員。第七屆中央委員會當中担任黨內职务者和担任政府职务者的比例是平均的，担任黨內职务的中央委員共有60人（41.1%），而擔任政府職務的中央委員則有62人（41.8%）。中央委員會的軍隊代表共有11人（7%）。在省級黨政機構任職的中央委員共有52人（35.6%），其中擔任省委書記或省人民委員會主席（相當於省長）的人士共有13人。成功連任的中央委員當中，担任黨內职务者共有42人（28.8%），而擔任政府職務者則有47人（32.2%）；新當選的中央委員當中，担任黨內职务者共有18人（12.3%），而擔任政府職務者則有15人（10.3%）。
大部分既掌管黨中央轄下各部門、委員會，也在七大上成功連任中央委員的人士在大會結束後都仍然能夠繼續領導各自所屬的單位。兼任中央直屬單位副主管的當屆中央委員共有5人，其中新當選的中央委員共有3人。和黨組織相似的是，掌管政府機構的人士同樣以連任成功的中央委員為主。成功連任中央委員的人士包括22名部長或副部長，另外還有7名新當選的中央委員獲委任為部長或副部長。外交部和國防部各有4名高官當選中央委員（外交部4名高官當中有3名副部長和一名大使，國防部4名高官都是六屆中央委員），內務部兩名高官也能夠躋身中央委員會（兩人也是六屆中央委員）；其中外交部副部長陳光基由中央候補委員晉升為中央委員。當選中央委員的人士還包括11名在主管經濟事務的部委任職的高官（8名部長和3名副部長）和6名在主管社會福利事務的部委任職的高官（4名部長和2名副部長）；在主管經濟事務的部委任職的11名中央委員當中有8人是六屆中央委員，而在主管社會福利事務的部委任職的6名中央委員當中則有2人是六屆中央委員。

## 後續事件
在1991年6月27日召開的越共七屆一中全會選出了新一任越共中央總書記，以及新一屆政治局和書記處。阮文靈自從在越共六大中當選總書記以來便抱怨自己健康有問題，他在一中全會上辭職，並由杜梅接任。杜梅在當選總書記時向中央委員展現出自己鎮定、明智，能夠調和黨內派系鬥爭，並在同時令越共內部更加穩固的形象。第七屆政治局共有17名委員，政治局委員的平均年齡是65歲，比上一屆更低（72歲），其中年紀最小的政治局委員只有52歲。和以往各屆政治局相比，第七屆政治局是一支更專業，在意識形態上更為靈活的團隊。由於當屆政治局委員以技術官僚居多，因此他們更擅長處理與科學、技術相關的事務，對於階級鬥爭和社會主義思想卻沒那麼注重。當屆書記處書記的人數則由13人減少到9人，當中只有兩人是從上一屆書記處留任的。

## 註腳
1. ↑  Báo điện tử Đảng Cộng sản Việt Nam.
2. ↑  Stern 1993，第155頁.
3. ↑  Koh 2012，第366頁.
4. 1 2 3  Alagappa 1995，第279頁.
5. ↑  Alagappa 1995，第282頁.
6. ↑  環球萬國.
7. 1 2  Pike 1992，第75頁.
8. ↑  Frost 1993，第21頁.
9. ↑  Frost 1993，第21–22頁.
10. 1 2 3  Frost 1993，第22頁.
11. 1 2  Stern 1993，第149頁.
12. 1 2  Stern 1993，第151頁.
13. 1 2  Stern 1993，第152頁.
14. ↑  Stern 1993，第153–154頁.
15. ↑  Stern 1993，第153頁.
16. ↑  Stern 1993，第154頁.
17. 1 2  Pike 1992，第79頁.
18. ↑  Stern 1993，第147頁.